# Hemisturmia americana
Hemisturmia americana är en tvåvingeart som först beskrevs av Charles Howard Curran 1927.  Hemisturmia americana ingår i släktet Hemisturmia och familjen parasitflugor.
Artens utbredningsområde är Puerto Rico. Inga underarter finns listade i Catalogue of Life.